# Paul Wittmann
Paul von Wittmann (22. listopadu 1830 Terst – 9. února 1889) byl rakouský státní úředník a politik německé národnosti z Terstu, ve 2. polovině 19. století poslanec Říšské rady.

## Biografie
Jeho otcem byl Alois von Wittmann, ředitel plavební společnosti Österreichischer Lloyd. Paul vystudoval gymnázium, pak filozofický kurz a práva na vysoké škole. Studia ukončil roku 1852. V roce 1853 získal titul doktora práv a v témže roce nastoupil do státní politické služby. Pracoval na různých správních úřadech, na místodržitelství v Terstu, na ministerstvu vnitra, na místodržitelství v Benátkách a od roku 1861 ve Veroně, kde setrval až do roku 1866. Po odstoupení Benátska Itálii se Wittmann stáhl ze státní služby a nastoupil k námořnímu úřadu v Terstu jako první rada. V prosinci 1866 mu císař udělil Řád železné koruny.
V roce 1873 byl zvolen do městské rady v Terstu, která zároveň fungovala jako Terstský zemský sněm. Opakovaně sem byl volen. Zasedal rovněž coby poslanec Říšské rady (celostátního parlamentu Předlitavska), kam poprvé nastoupil v doplňovacích volbách roku 1876 za kurii městskou v Terstu, první voličský sbor. Slib složil 19. října 1876. Mandát zde obhájil ve volbách roku 1879. V roce 1873 se uvádí jako rytíř Paul von Wittmann, guberniální rada c. k. námořního úřadu, bytem Terst.
V roce 1879 se uvádí coby stoupenec provládního bloku Ústavní strany (centralisticky a provídeňsky orientované). Vstoupil pak do staroliberálního Klubu levice. V prosinci 1882 se přidal k nově ustavenému poslaneckému Coroniniho klubu, oficiálně nazývanému Klub liberálního středu, který byl orientován vstřícněji k vládě Eduarda Taaffeho.